# Vincenzo Tusa

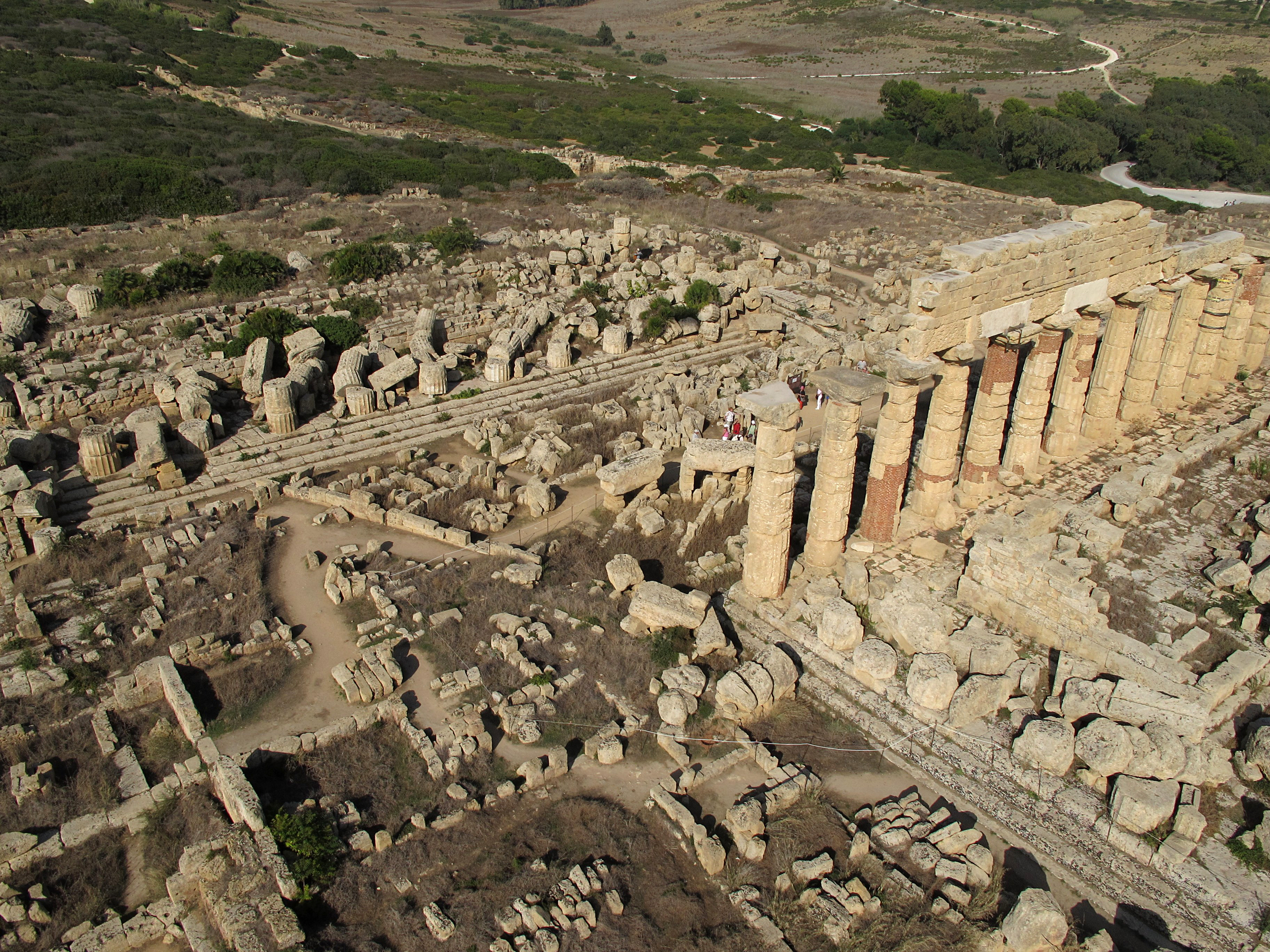
Parc archéologique de Sélinonte.

Vincenzo Tusa, né le 7 décembre 1920 à Mistretta, mort le 5 mars 2009 à Palerme, est un archéologue et professeur d'université italien. 
Spécialiste de la civilisation phénico-punique, il a été Surintendant des antiquités et des beaux-arts de Palerme et de Trapani et directeur du Musée national de Palerme. Il est le père du parc archéologique de Sélinonte. 

## Biographie

### Enfance et études
Après des premières années passées à Mistretta (province de Messine), Vincenzo Tusa suit son père à Catane, lequel s'occupe d'un domaine agricole à Ramacca, propriété de Guido Libertini (1888-1953), professeur d'archéologie à l'université de Catane.
Inspiré par l'employeur de son père, il entre en 1937 à la faculté de lettres de Catane où il suit notamment les cours de l'archéologue Paolo Enrico Arias (1907-1998). Diplômé en littérature en 1944, il poursuit son cursus à l'École supérieure d'archéologie de Rome. 

### Premiers postes
Il devient professeur adjoint d'archéologie auprès de Ranuccio Bianchi Bandinelli, puis intègre la Surintendance des antiquités et des beaux-arts d'Émilie-Romagne à Bologne en 1947.
Il est muté comme inspecteur à la Surintendance des antiquités de Palerme en 1949, et fouille, sous l'égide de Jole Bovio Marconi, le site de Solonte où dont il met au jour les structures hellénistiques, mais aussi les influences puniques.
Il épouse Aldina Cutroni, archéologue et professeure de numismatique. Son fils, Sebastiano Tusa, mort en 2019, est également archéologue et professeur.

### Surintendant des antiquités et des beaux-arts de Palerme et de Trapani et directeur du Musée national de Palerme
Surintendant des antiquités et des beaux-arts de Palerme et de Trapani et directeur du Musée national de Palerme à partir de 1963 et jusqu'au milieu des années 1980, il se spécialise peu à peu dans l'archéologie punique sicilienne dont il est le précurseur, et devient professeur d'antiquité punique à la Faculté des lettres de l'Université de Palerme en 1966, et le reste 25 ans. En 1973, il est temporairement surintendant régent des monuments.
Il s’intéresse également aux Élymes, peuple indigène de Sicile, fondateur de Ségeste, dont il défend une origine anatolienne. Il dirige les fouilles de Lilybée, de la nécropole punique de Palerme, le sanctuaire de Contrada Mango et la Grotta Vanella à Ségeste. Il inaugure également des fouilles sur des sites secondaires comme Monte dei Cavalli à Prizzi, Monte Alburchia di Gangi, Monte Polizzo à Salemi, Monte Castellazzo à Poggioreale. Il découvre la nécropole de Manicu di Quarara à Montelepre avec Giovanni Mannino, et la Grotta Regina près de Mondello. Il intervient également sur la basilique paléochrétienne de Salemi, la sauvegarde des palais palermitains de la Zisa et Chiaramonte Steri. 
Il suit sur l'île de Mozia, découverte en 1950 avec Biagio Pace quand il était étudiant à Rome, les fouilles britanniques à partir de 1961, puis participe au projet italien de Sabatino Moscati de 1964 à 1972 : il explore les strates puniques du VIIe siècle av. J.-C. du complexe monumental de Cappiddazzu, la nécropole archaïque septentrionale sur le côté nord où il met au jour plus de 150 sépultures et un atelier de production de pourpre et de céramique. Il exhume l'éphèbe de Mozia avec Gioacchino Falsone. 
Vincenzo Tusa milite durant ces années pour la protection des vestiges de Sélinonte, jusqu'à la création, en 1985, d'un parc archéologique de 270 hectares. Avec le soutien de la Fondation Mormino de Banco di Sicilia, il embauche d'anciens voleurs de tombes (tombaroli) de Marinella pour protéger le site et guider les touristes et s'oppose aux projets immobiliers des cousins mafieux Nino et Ignazio Salvo. Il poursuit les recherches sur ce site, notamment à propos de la sculpture sélinuntine et de son occupation punique.
Il promeut en Sicile la coopération universitaire internationale : l'Université de Zurich intervient au Monte Iato, l’École normale supérieure de Pise à Rocca di Entella, l'Institut germanique de Rome et l’École normale de Pise à Ségeste, l'université de Palerme à Himère, les universités de Leeds, Oxford, Londres et Sydney à Mozia, la British School at Rome et Honor Frost pour l'exploration sous-marine des Épaves puniques de Marsala. A Sélinonte, sont impliqués les français Roland Martin (Paris), Juliette de La Genière (Lille), Martine Fourmont (CNRS), l'allemand Dieter Mertens (Institut archéologique allemand de Rome), Giorgio Gullini (Turin). 

### Autres engagements
Il participe à la constitution de la collection archéologique du musée Mormino de Banco di Sicilia, et à l'organisation du 5e congrès international des études phéniciennes et puniques à Palerme et Marsala en octobre 2000. Il accompagne également l'ouverture du Centre international des études phéniciennes, puniques et romaines de Marsala et le préside. Il succède en 1998 à Sabatino Moscati à la présidence de la commission italienne pour le Corpus des antiquités phéniciennes et puniques.
Il écrit essentiellement sur l'archéologie sicilienne, notamment résultant des fouilles qu'il a coordonnées, et sur les civilisations siciliennes non grecques : élymes, phéniciens, puniques. Il fonde en 1968 et dirige la revue Sicilia Archeologica. Il collabore de plus dans divers journaux et magazines et à la RAI.
Formé par la lecture d'intellectuels de gauche, il est élu conseiller provincial avec le Parti communiste italien en 1975. Il est par ailleurs affilié à la loge P2.
Dans les années 2000, il s'oppose à un projet porté par l'ancien président du conseil régional de Sicile et alors maire de Calatafimi-Segesta, Nicola Cristaldi qui souhaite installer un parc mystique à Ségeste avec de grandes statues de Mère Teresa, Jean-Paul II et Padre Pio.

## Distinctions
- Membre de l'Institut archéologique germanique,
- Membre partenaire de l'Académie des Lyncéens,
- Membre de l'Institut d'études étrusques et de l'Institut de préhistoire et de protohistoire,
- Président d'honneur de la Société sicilienne d'histoire de la patrie,
- Membre de l'Académie des lettres et Arts de Palerme,
- Conseiller et vice-président de la Fondation Whitaker
- Premier prix Zanotti Bianco en 1964